# Фатх-Джан Хан
Фатх-Джан Хан (д/н — 1855) — емір Афганістану з 19 квітня до 17 вересня 1842 року. Відомий також як Фат-Джан-шах.

## Життєпис
Походив з династії Дуррані. Син Шуджа-Шаха, еміра Афганістану. Відомості про Фатх-Джана уривчасті. Відомо, що 1839 року брав участь з батьком в Першій англо-афганській війні. 
Після загибелі того 3 або 5 квітня 1842 року очолив династію. 19 квітня за підтримки клану Садозай оголошений еміром. При цьому везиром став Акбар-хан, син колишнього афганськогое міра Дост Мухаммеда. Невдовзі стикнувся з сутичками кланів Баракзаїв і Поползаїв в Кабулистані. 
З червня Фатх-Джан Хан фактично неконтролював ситуацію в Кабулі, до того ж побоювався заколоту з боку Акбар-хана. Тому втік з Кабулу до британського генерала Джорджа Поллока 1 вересня. Вже 17 вересня за допомогою британських військ повернувся до Кабулу. Втім отримав повідомлення від Поллока, щобританцівжене можуть підтримувати його. Тоді Фатх-Джан зрікся трону й попросив виїхати разом з родиною до Індии. Подальша доля невідома, помер 1855 року. Трон перейшов до його брата Шахпур Шаха.